# Paweł Dangel
Paweł Jan Dangel (ur. 9 czerwca 1955 w Warszawie) – polski reżyser teatralny, menedżer branży ubezpieczeniowej i były prezes zarządu polskich spółek grupy Allianz, dyrektor naczelny i artystyczny Teatru Ateneum im. Stefana Jaracza w Warszawie.

## Życiorys
Ukończył studia w Państwowym Instytucie Sztuki Teatralnej w Moskwie. W latach 1980–1984 pracował jako reżyser w Teatrze Wybrzeże w Gdańsku, Teatrze ozmaitości w Warszawie oraz Teatrze Nowym w Warszawie. Reżyserował m.in. przedstawienia oparte na dziełach Michaiła Bułhakowa (Uśmiech wilka w 1983, Mieszkanko Zojki w 1984) i Maksima Gorkiego (Wassa w 1980).
W połowie lat 80. wyemigrował do Londynu. Pracował w polonijnych teatrach i w szkołach teatralnych, a także w stacjach radiowych. Odbył kursy z zakresu ubezpieczeń, finansów i zarządzania. Od zawodowo związany z branżą ubezpieczeniową, zatrudniony na różnych stanowiskach w brytyjskich towarzystwach ubezpieczeniowych. Od 1994 do 1997 był wiceprezesem zarządu i dyrektorem w polskim oddziale Nationale-Nederlanden. W 1997 został prezesem zarządu towarzystw ubezpieczeniowych Allianz Polska i Allianz Życie Polska. W grudniu 2012 zadeklarował odejście z funkcji prezesa. Od 1999 członek rady nadzorczej Banku Pekao, został też przewodniczącym rady nadzorczej PTE Allianz Polska i wiceprezesem zarządu organizacji pracodawców przy Konfederacji Lewiatan.
W październiku 2017 objął kierownictwo Teatru Ateneum im. Stefana Jaracza w Warszawie jako dyrektor naczelny i artystyczny tej instytucji.
W 2010, za wybitne zasługi w działalności na rzecz rozwoju rynku ubezpieczeniowego w Polsce, odznaczony został Krzyżem Oficerskim Orderu Odrodzenia Polski. W 2000 otrzymał Złoty Krzyż Zasługi.
Jego żoną jest aktorka Grażyna Leśniak-Dangel.